# Gigantengrab von Moru

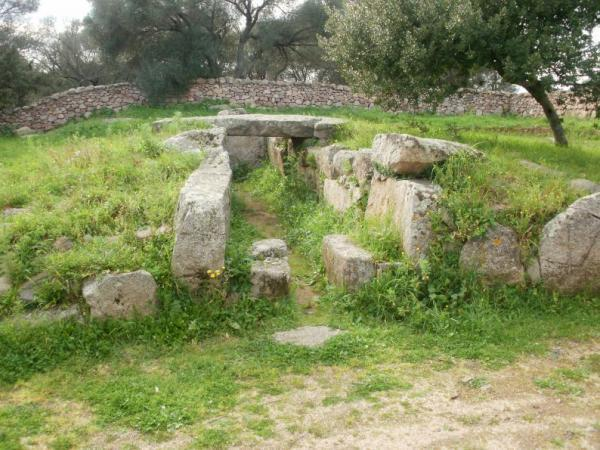
Gigantengrab von Moru

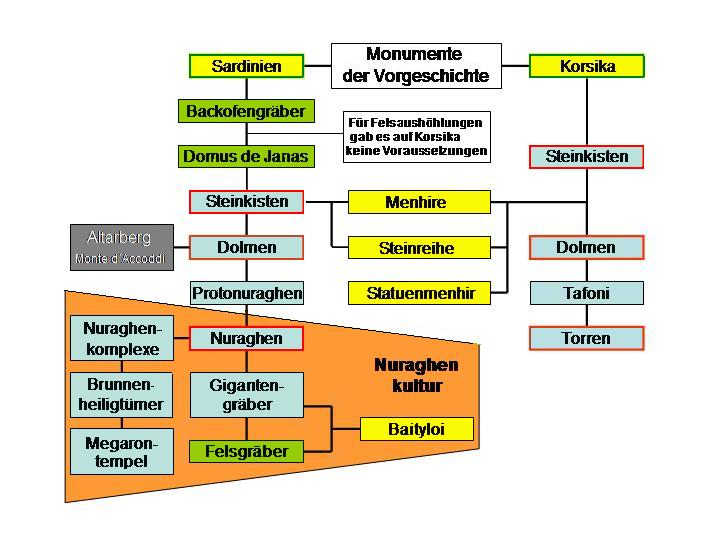
Typenreihe sardisch-korsischer Monumente

Das 1988 ausgegrabene Gigantengrab von Moru liegt in Arzachena in der Gallura in der Provinz Nord-Est Sardegna auf Sardinien, nur wenige hundert Meter vom Dolmen von Albucciu. Die in Sardu Tumbas de sos zigantes und auf Italienisch (plur.) Tombe dei Giganti genannten Bauten sind die größten pränuraghischen Kultanlagen Sardiniens und zählen europaweit zu den spätesten Megalithanlagen. Die meisten der 321 bekannten Gigantengräber sind Monumente der bronzezeitlichen Bonnanaro-Kultur (2.200–1.600 v. Chr.), die Vorläufer der Nuraghenkultur ist.

## Typenfolge
Baulich treten Gigantengräber in zwei Varianten auf. Die Anlagen mit Portalstelen und monolithischer Exedra gehören zum älteren Typ. Bei späteren Anlagen besteht die Exedra statt aus monolithischen Blöcken, aus einer in der Mitte deutlich erhöhten Quaderfassade aus bearbeiteten und geschichteten Steinblöcken.

## Beschreibung
Das sämtlicher Steine seiner nur schwach gewölbten Exedra beraubte Gigantengrab von Moru lässt sich hinsichtlich seines Typs nicht zweifelsfrei einordnen. Die an den Randsteinen erkennbare Anlage ist 11,3 m lang und 5,2 m breit. Die 9,1 m lange und zwei Meter breite Kammer besteht aus einem rechteckigen Flur und sehr dicken, offensichtlich auch bearbeiteten Wänden aus etwa 18 unterschiedlich großen Tragsteinen. Dieses Modell, die so genannte „Allée couverte“, stammt vermutlich aus der jüngeren Bronzezeit (1300–1100 v. Chr.) Von der Abdeckung der Kammer ist nur eine leicht versetzte Platte erhalten. Zwei Steine im Zugangsbereich verengen den Eintritt und deuten ebenfalls auf eine ausgegangene Quaderfassade.